# Демков, Юрий Николаевич
Ю́рий Никола́евич Демко́в (12 апреля 1926, Ленинград — 15 ноября 2010, Санкт-Петербург) — советский и российский физик, профессор кафедры квантовой механики физического факультета СПбГУ, заслуженный деятель науки Российской Федерации.

## Биография
Родился в семье инженеров-архитекторов. Родители развелись в 1937 году. Отец — ленинградский архитектор-конструктивист Н. Ф. Демков — умер в Ленинграде во время блокады.
Дед — врач С. Д. Чечулин, в 1908—1914 годах заведовал санитарным отделом строившейся Амурской железной дороги.
Ю. Н. Демков окончил среднюю школу в 1942 году в эвакуации в Ярославле, а в 1943 году поступил в Московский институт стали. В 1944 году, будучи студентом второго курса, был мобилизован в действующую армию и принимал участие в Великой Отечественной войне. Служил в войсках 1-го Украинского фронта рядовым. Был демобилизован в октябре 1945 г., вернулся в Ленинград и поступил на второй курс физического факультета Ленинградского университета, который окончил в 1949 г. с отличием, после чего был оставлен ассистентом на кафедре теоретической физики.
В 1954 году защитил кандидатскую диссертацию «Вариационные принципы в теории столкновений», в 1967 году — докторскую диссертацию «Медленные столкновения атомов и ионов», звание профессора получил в 1970 году. Занимал должности старшего научного сотрудника, доцента, руководителя лаборатории теории атомных столкновений, профессора, с 1975 по 1991 заведующего кафедрой квантовой механики и с 1991 г. — снова профессора кафедры квантовой механики.
Семья — жена Наталья Демкова (Сарафанова), сын Николай, сын Алексей, дочь Любовь. Почти всю жизнь Ю. Н. Демков прожил в известном «доме Бенуа». Похоронен на Богословском кладбище.

## Научная деятельность
Основные научные труды были связаны с теорией столкновений атомов и ионов по следующим направлениям:
- вариационные принципы теории столкновений, в теории перезарядки и отрыва электрона,
- проблемы симметрии в атомной физике, особенно в приложении к фоковской симметрии атома водорода и гармонического осциллятора. Объяснение внутренней симметрии таблицы Менделеева и так называемого (n+l, n)-правила заполнения уровней энергии,
- разработка метода потенциалов нулевого радиуса в атомной физике (совместно с Г. Ф. Друкарёвым[5] и В. Н. Островским[6]).

К научным заслугам Демкова относятся также открытие нового класса задач теории столкновений — так называемого гармонического рассеяния — и разработка (с участием И. В. Комарова, А. П. Щербакова и Д. И. Абрамова) связанной с ним оригинальной теории, использующей конформные отображения. В последние годы предметом интереса Демкова стал эффект сверхфокусировки при каналировании хорошо коллимированного (10−4 рад) пучка протонов (с энергией ~1 МэВ), когда поворот монокристалла на сотую долю градуса меняет интенсивность ядерных реакций в сотни раз, а использование встречных пучков сулит фантастические перспективы. Это направление вызвало интерес в Институте ядерной физики Франкфуртского университета им. И. В. Гёте, где готовится эксперимент, который позволит проверить эти предположения.
Под его руководством были защищены более 10 докторских и около 30 кандидатских диссертаций, начиная с 1965 г. он регулярно выступал с пленарными докладами на Международной конференции по физике электронных и атомных столкновений, а с 1967 по 2003 гг. был членом Программного комитета этой конференции.
Будучи зав. кафедрой квантовой механики, читал курс «Квантовая механика» (для студентов 3-4 курсов кафедры радиофизики, кафедры физики Земли и кафедры физики атмосферы), спецкурс «Теория столкновений, ч. 2» (для студентов 4-го курса кафедры квантовой механики), вёл спецсеминар для студентов 5-го курса кафедры квантовой механики.
Входил в редакционную коллегию журнала «Химическая физика».
Неоднократно выдвигался в члены-корреспонденты АН СССР по Отделению общей физики и астрономии.
Среди учеников Демкова — В. Н. Островский.

## Основные труды
- Квантово-механический расчет вероятности перезарядки при столкновениях // Учен. зап. Ленингр. ун-та. 1952. № 146.
- Группа симметрии изотропного осциллятора I, II, III // Вестн. Ленингр. ун-та. 1953. № 11; Журнал экспериментальной и теоретической физики. 1954. Т. 26; 1959. Т. 36.
- Вариационные принципы в теории рассеяния. М., 1958 (пер. на англ. яз. — 1963).
- Перезарядка при малом дефекте резонанса // Журнал экспериментальной и теоретической физики. 1963. Т. 45.
- Isotopic Eﬀect in Resonance Dissociative Capture and Quasistationary Electron States of Quasimolecules // Physics Letters. 1965. Vol. 85.
- Ионизация при медленных столкновениях атомов // Журнал экспериментальной и теоретической физики. 1965. Т. 50 (в соавторстве).
- Нестационарные задачи квантовой механики и преобразование Лапласа // Доклады АН СССР. 1966. Т. 166.
- Элементарные решения квантовой задачи о движении частицы в поле двух кулоновских центров // Письма в «Журнал экспериментальной и теоретической физики». 1968. Т. 7.
- Энергетические уровни атома водорода в скрещенных электрическом и магнитном полях // Журнал экспериментальной и теоретической физики. 1969. Т. 57 (в соавторстве).
- Правило заполнения n + l периодической таблицы Менделеева и фокусирующие потенциалы // Журнал экспериментальной и теоретической физики. 1971. Т. 62 (в соавторстве).
- The Giant Glory Eﬀect in Atomic Collisions // Physics Letters A. 1973. Vol. 46 (в соавторстве).
- Переходы между вырожденными состояниями иона водорода в столкновениях с заряженными частицами (в соавторстве) // Журнал экспериментальной и теоретической физики. 1971. Т. 66 (в соавторстве).
- Метод потенциалов нулевого радиуса в атомной физике. Л., 1975 (пер. на англ. яз. — 1988) (в соавторстве).
- Классическая задача о конформном рассеянии на малые углы // Журнал экспериментальной и теоретической физики. 1981. Т. 80.
- Интерференция электронов при фотоионизации атомов в электрическом поле // Письма в Журнал экспериментальной и теоретической физики. 1981. Т. 34 (в соавторстве).
- Новый тип сингулярности сечения при рассеянии назад: кулоновская глория // Журнал экспериментальной и теоретической физики. 1984. Т. 86 (в соавторстве).
- Thomas Peculiarities in Atomic and Nuclear Processes // Journal of Physics B. 1987. Vol. 22. L83 (в соавторстве).
- Crossing of Two Bands of Potential Curves // Journal of Physics B. 1995. Vol. 28 (в соавторстве).
- Gravitational Focusing of Cosmic Neutrinos by the Solar Interior // Phys. Rev. D. 2000. Vol.61, 083001 (в соавторстве с А.М. Пучковым)
- The Exact Solution of the Multistate Landau-Zener Type Model: the Generalized Bow-Tie Model // Journal of Physics B. 2001. Vol. 34 (в соавторстве).
- A Sub-Atomic Microscope, Superfocussing in Channeling and Close Encounter Atomic and Nuclear Reactions // Europian Physical Journal B. 2004. Vol. 42 (в соавторстве).

## Награды и звания
- Награждён орденами Ленина, Отечественной войны II степени[7], Трудового Красного Знамени.
- Совместно с В. Н. Островским удостоен университетской премии первой степени за монографию «Метод потенциалов нулевого радиуса» (Л., 1975), переведённую и изданную в Англии (Plenum Press, 1988 г.).
- Совместно с Д. И. Абрамовым получил премию имени В. А. Фока (1995).
- Почётный член Российской академии естественных наук.
- Заслуженный деятель науки Российской Федерации.
- Почётный профессор СПбГУ.